# Jakara Anthony
Jakara Anthony, née le 8 juillet 1998, est une skieuse acrobatique australienne. Elle est sacrée championne olympique de l'épreuve des bosses lors des Jeux olympiques d'hiver de 2022.

## Biographie
Elle fait partie de l'équipe olympique australienne pour les jeux olympiques d'hiver de 2018 et se qualifie pour la finale dans l'épreuve des bosses. Elle termine en 4e position.
Aux Jeux olympiques d'hiver de 2022, elle remporte l'épreuve des bosses femmes, premier titre de l'Australie lors de ces jeux.

## Palmarès

### Jeux olympiques
- : Médaille d'or en bosses aux JO 2022 à  Pékin

### Coupe du monde
- 2 gros globe de cristal :
  - Vainqueur du classement général bosses en 2022 et 2024.
- 4 petits globes de cristal :
  - Vainqueur  du classement bosses parallèles en 2022 et 2024.
  - Vainqueur du classement bosses individuelles en 2023 et 2024.
- 43 podiums dont 23 victoires.

#### Différents classements en Coupe du Monde
| Saison / Classement | Général | Général | Bosses en individuel | Bosses en individuel | Bosses parallèles | Bosses parallèles |
| ------------------- | ------- | ------- | -------------------- | -------------------- | ----------------- | ----------------- |
| Saison / Classement | Class.  | Points  | Class.               | Points               | Class.            | Points            |
| 2021-22             | 1re     | 925     | 3e                   | 585                  | 1re               | 340               |

#### Détails des victoires
| Épreuve / Édition | Bosses                                                                         | Bosses Parallèles                                                                               |
| ----------------- | ------------------------------------------------------------------------------ | ----------------------------------------------------------------------------------------------- |
| 2018-2019         | Lake Placid                                                                    |                                                                                                 |
| 2021-2022         | Alpe d'Huez                                                                    | Alpe d'Huez Chiesa in Valmalenco                                                                |
| 2022-2023         | Ruka Idre Fjäll Alpe d'Huez Waterville Valley                                  |                                                                                                 |
| 2023-2024         | Ruka Idre Fjäll Alpe d'Huez Bakouriani Val Saint-Côme Waterville Valley Almaty | Alpe d'Huez Bakouriani Val Saint-Côme Waterville Valley Deer Valley Almaty Chiesa in Valmalenco |
| 2024-2025         | Idre Fjäll                                                                     |                                                                                                 |